# Erika Mahringer
Erika Spieß z d. Mahringer (ur. 16 listopada 1924 w Linzu, zm. 30 października 2018 w Mayrhofen) – austriacka narciarka alpejska, dwukrotna medalistka olimpijska oraz czterokrotna medalistka mistrzostw świata.

## Kariera
Pierwszy sukces w karierze Erika Mahringer osiągnęła w 1947 roku, kiedy zdobyła brązowy medal mistrzostw Austrii w slalomie. Rok później wystartowała na igrzyskach olimpijskich w Sankt Moritz, gdzie zdobyła dwa medale. Najpierw zajęła trzecie miejsce w kombinacji, ulegając tylko swej rodaczce Trude Beiser i Gretchen Fraser z USA. Następnie brązowy medal wywalczyła także w slalomie, plasując się za Fraser oraz Antoinette Meyer ze Szwajcarii. Na rozgrywanych w 1950 roku mistrzostwach świata w Aspen także dwukrotnie stawała na podium. W slalomie zajęła drugie miejsce, rozdzielając Dagmar Rom i Włoszkę Celinę Seghi. Dwa dni później druga była również w zjeździe, plasując się za Trude Jochum-Beiser, a przed Francuzką Georgette Thiollière. Na tej samej imprezie była ponadto czwarta w gigancie, przegrywając walkę o podium z Francuzką Lucienne Schmith o 1,8 sekundy. W 1952 roku wzięła udział w igrzyskach olimpijskich w Oslo, jednak nie zdobyła żadnego medalu. Najlepszy wynik uzyskała tam w zjeździe, który ukończyła na czwartej pozycji. W walce o brązowy medal lepsza okazała się Włoszka Giuliana Minuzzo. Startowała też na mistrzostwach świata w Åre w 1954 roku, jednak podobnie jak na igrzyskach w Oslo ani razu nie stanęła na podium. Najwyższą lokatę wywalczyła tym razem w kombinacji, w której była czwarta, tuż za Lucienne Schmith.
Mahringer sześciokrotnie zdobywała tytuł mistrzyni Austrii: w zjeździe w latach 1948, 1951 i 1952 oraz w slalomie, gigancie i kombinacji w 1951 roku. Ponadto cztery razy wygrywała rozgrywane w szwajcarskiej miejscowości Grindelwald zawody SDS-Rennen: w zjeździe i kombinacji w 1949 roku oraz gigancie w latach 1953−1954. W 1953 roku wygrała zjazd w ramach zawodów Hahnenkamm-Rennen w Kitzbühel, a rok później na tej samej imprezie była najlepsza w zjeździe i kombinacji. Zwyciężyła również w slalomie i kombinacji na zawodach Arlberg-Kandahar-Rennen w Chamonix w 1952 roku. W 1951 roku została wybrana sportsmenką roku w Austrii, a w 1954 roku otrzymała nagrodę Ski d’Or.
Po zakończeniu kariery osiadła wraz z mężem, Ernstem Spießem w Mayrhofen, gdzie prowadzili szkołę narciarską. Ich dzieci: Uli Spieß oraz Nicola Spieß także uprawiały narciarstwo alpejskie.

## Osiągnięcia

### Igrzyska olimpijskie
| Miejsce | Dzień     | Rok  | Miejscowość  | Konkurencja | Czas biegu | Strata    | Zwyciężczyni         |
| ------- | --------- | ---- | ------------ | ----------- | ---------- | --------- | -------------------- |
| 19.     | 2 lutego  | 1948 | Sankt Moritz | Zjazd       | 2:28,3     | +11,0     | Hedy Schlunegger     |
| 3.      | 4 lutego  | 1948 | Sankt Moritz | Kombinacja  | 6,58 pkt   | +0,46 pkt | Trude Beiser         |
| 3.      | 5 lutego  | 1948 | Sankt Moritz | Slalom      | 1:57,2     | +0,8      | Gretchen Fraser      |
| 17.     | 14 lutego | 1952 | Oslo         | Gigant      | 2:06,8     | +10,0     | Andrea Mead-Lawrence |
| 4.      | 17 lutego | 1952 | Oslo         | Zjazd       | 1:47,1     | +2,4      | Trude Jochum-Beiser  |
| 22.     | 20 lutego | 1952 | Oslo         | Slalom      | 2:10,6     | +16,0     | Andrea Mead-Lawrence |

### Mistrzostwa świata
| Miejsce | Dzień     | Rok  | Miejscowość  | Konkurencja | Czas biegu | Strata    | Zwyciężczyni         |
| ------- | --------- | ---- | ------------ | ----------- | ---------- | --------- | -------------------- |
| 19.     | 2 lutego  | 1948 | Sankt Moritz | Zjazd       | 2:28,3     | +11,0     | Hedy Schlunegger     |
| 3.      | 4 lutego  | 1948 | Sankt Moritz | Kombinacja  | 6,58 pkt   | +0,46 pkt | Trude Beiser         |
| 3.      | 5 lutego  | 1948 | Sankt Moritz | Slalom      | 1:57,2     | +0,8      | Gretchen Fraser      |
| 4.      | 13 lutego | 1950 | Aspen        | Gigant      | 1:29,6     | +2,2      | Dagmar Rom           |
| 2.      | 15 lutego | 1950 | Aspen        | Slalom      | 1:47,8     | +0,1      | Dagmar Rom           |
| 2.      | 17 lutego | 1950 | Aspen        | Zjazd       | 2:06,6     | +0,9      | Trude Jochum-Beiser  |
| 17.     | 14 lutego | 1952 | Oslo         | Gigant      | 2:06,8     | +10,0     | Andrea Mead-Lawrence |
| 4.      | 17 lutego | 1952 | Oslo         | Zjazd       | 1:47,1     | +2,4      | Trude Jochum-Beiser  |
| 22.     | 20 lutego | 1952 | Oslo         | Slalom      | 2:10,6     | +16,0     | Andrea Mead-Lawrence |
| 12.     | 2 marca   | 1954 | Åre          | Zjazd       | 1:29,2     | +4,1      | Ida Schöpfer         |
| 7.      | 4 marca   | 1954 | Åre          | Gigant      | 1:38,9     | +5,7      | Lucienne Schmith     |
| 8.      | 6 marca   | 1954 | Åre          | Slalom      | 2:01,93    | +3,52     | Trude Klecker        |
| 4.      | 6 marca   | 1954 | Åre          | Kombinacja  | 4,75 pkt   | +5,39 pkt | Ida Schöpfer         |